# Eddy van Hijum
Yde Johan (Eddy) van Hijum (ur. 17 kwietnia 1972 w Delfcie) – holenderski polityk i samorządowiec, poseł do Tweede Kamer, od 2024 wicepremier oraz minister spraw społecznych i zatrudnienia.

## Życiorys
Ukończył szkołę średnią w Sneek. Absolwent administracji publicznej na Universiteit Twente (1995), doktoryzował się w tej dziedzinie na macierzystej uczelni w 2001. Pracował jako nauczyciel akademicki na Universiteit Twente, a także jako konsultant w firmach doradczych PwC i KPMG.
Był działaczem Apelu Chrześcijańsko-Demokratycznego, w latach 90. pełnił różne funkcje w jego organizacji młodzieżowej CDJA. W latach 1998–2003 zasiadał w radzie miejskiej w Zwolle, od 2002 kierując partyjną frakcją. W 2003 objął zwolniony mandat posła do Tweede Kamer. Do niższej izby Stanów Generalnych był następnie wybierany w 2006, 2010 i 2012, sprawując mandat do 2014. Od listopada tegoż roku do lipca 2023 w skład egzekutywy stanów prowincjonalnych Overijssel (Gedeputeerde Staten), odpowiadając w nich w różnych okresach m.in. za gospodarkę, turystykę i finanse. Był też wybierany na radnego prowincji. W 2023 dołączył do Nowej Umowy Społecznej Pietera Omtzigta. W tym samym roku z jej ramienia po raz kolejny uzyskał mandat posła do Tweede Kamer.
W lipcu 2024 objął urzędy wicepremiera oraz ministra spraw społecznych i zatrudnienia w nowo powołanym rządzie Dicka Schoofa. W czerwcu 2025 powierzono mu dodatkowe obowiązki z zakresu polityki azylowej i migracji; zaczął wówczas używać tytułu ministra ds. polityki azylowej i migracji.

## Odznaczenia
- Order Oranje-Nassau V klasy (2014)[1]